# Salvador Melià
Salvador Melià Mangrinan (né le 1er avril 1977 à Vall de Uxó) est un coureur cycliste sur piste espagnol. Il a été médaillé de bronze puis d'argent en vitesse par équipes aux championnats du monde de 2000 et de 2004.

## Palmarès

### Championnats du monde
- Manchester 2000
  -  Médaillé de bronze de la vitesse par équipes

- Melbourne 2004
  -  Médaillé d'argent de la vitesse par équipes

### Coupe du monde
- 1997
  - 2e de la vitesse par équipes à Athènes
- 1999
  - 3e de la vitesse par équipes à Mexico
- 2000
  - 1er de la vitesse par équipes à Moscou
  - 1er de la vitesse par équipes à Cali
- 2003
  - 1er de la vitesse par équipes à Moscou
- 2004
  - 3e de la vitesse par équipes à Moscou

### Championnats nationaux
- Champion d'Espagne de vitesse par équipes en 1994, 2002, 2003 et 2004
- Champion d'Espagne de vitesse en 2000
- Champion d'Espagne du kilomètre en 2005